# Giresta socken
Giresta socken i Uppland ingick i Lagunda härad, ingår sedan 1971 i Enköpings kommun och motsvarar från 2016 Giresta distrikt.
Socknens areal är 18,88 kvadratkilometer varav 18,70 land. År 2000 fanns här 177 invånare.  Kyrkbyn Giresta med sockenkyrkan Giresta kyrka ligger i socknen.  

## Administrativ historik
Giresta socken har medeltida ursprung.
Vid kommunreformen 1862 övergick socknens ansvar för de kyrkliga frågorna till Giresta församling och för de borgerliga frågorna bildades Giresta landskommun. Landskommunen uppgick 1952 i Lagunda landskommun som 1971 uppgick i Enköpings kommun. Församlingen uppgick 2010 i Lagunda församling.
1 januari 2016 inrättades distriktet Giresta, med samma omfattning som församlingen hade 1999/2000. 
Socknen har tillhört län, fögderier, tingslag och domsagor enligt vad som beskrivs i artikeln Lagunda härad. De indelta soldaterna tillhörde Upplands regemente, Lagunda (Hagunda) kompani och Livregementets dragonkår, Sigtuna skvadron.

## Geografi
Giresta socken ligger nordost om Enköping söder om Örsundaåns mynning i Lårstaviken. Socknen är en uppodlad slättbygd.
Sockenområdet är beläget mellan Fittja socken i öster, Hjälsta socken i sydost, Litslena socken i söder, Fröslunda socken i väster och Gryta socken  i norr. Inom socknen ligger Bjelkesta gods. I nordväst tangerar socknen Örsundsbro i Fröslunda socken.

## Fornlämningar
Från bronsålderns finns stensättningar och skålgropsförekomster. Från järnåldern finns gravfält och en fornborg. Två runstenar har påträffats.

## Namnet
Namnet skrevs 1286 Girestum kommer från kyrkbyn. Efterleden är sta(d), 'ställe'. Förleden har alternativa tolkningar. Det kan innehålla mans(bi)namnet Girir, bildat av giri, 'begär, lust, girighet'. Alternativt kan förleden vara ett äldre namn på Lårstaviken.
Enligt Fischerström (1785) härstammar namnet från Christads eller Christi-Socken.